# Ezgjan Alioski
Ezgjan Alioski (Prilep, 12 de febrero de 1992) es un futbolista macedonio que juega de defensa en el F. C. Lugano de la Superliga de Suiza.

## Trayectoria
Alioski se formó en la cantera del Young Boys suizo con la que jugó 57 partidos y marcó 4 goles a lo largo de tres temporadas.
Después jugó en el FC Schaffhausen donde permaneció tres temporadas, y marchándose cedido en una de ellas al FC Lugano. Su buen rendimiento en el Lugano hizo que lo fichase el club suizo en propiedad.
Con el Lugano realizó una temporada 2016-17 espectacular, disputando 34 partidos y marcando 16 goles en la Superliga de Suiza.
Su nivel le llevó a fichar por el Leeds United Football Club, equipo en el que estuvo durante cuatro temporadas en las que marcó 22 goles en los 171 partidos que disputó. Entonces se marchó a Arabia Saudita para jugar en el Al-Ahli Saudi F. C.
El 2 de agosto de 2022 regresó al fútbol europeo después de ser cedido al Fenerbahçe S. K. por una temporada. Tras la misma se marchó de nuevo a Arabia Saudita, donde permaneció hasta junio de 2025. En esas fechas volvió al F. C. Lugano firmando por dos años.

## Selección nacional
Alioski fue internacional con la selección de fútbol de Macedonia del Norte sub-19 y sub-21 antes de debutar con la absoluta en 2013.
Su primer gol lo marcó el 5 de septiembre de 2016 contra la selección de fútbol de Albania, en un partido de la clasificación para la Copa Mundial de Fútbol 2018.
El 6 de septiembre de 2018, anotó su segundo gol con el combinado nacional, el que además fue su primer gol en la Liga de Naciones 2018-19, frente a la selección de fútbol de Gibraltar. Tres días después repitió diana en la misma competición, anotando el segundo gol de la victoria de su selección frente a la de Armenia.

## Clubes
| Club                      | País           | Año       |
| ------------------------- | -------------- | --------- |
| B. S. C. Young Boys B     | Suiza          | 2010-2013 |
| F. C. Schaffhausen        | Suiza          | 2013-2016 |
| F. C. Lugano (cedido)     | Suiza          | 2015-2016 |
| F. C. Lugano              | Suiza          | 2016-2017 |
| Leeds United F. C.        | Inglaterra     | 2017-2021 |
| Al-Ahli Saudi F. C.       | Arabia Saudita | 2021-2025 |
| Fenerbahçe S. K. (cedido) | Turquía        | 2022-2023 |
| F. C. Lugano              | Suiza          | 2025-     |

## Palmarés

### Campeonatos nacionales
| Título           | Club               | País       | Año  |
| ---------------- | ------------------ | ---------- | ---- |
| EFL Championship | Leeds United F. C. | Inglaterra | 2020 |
| Copa de Turquía  | Fenerbahçe S. K.   | Turquía    | 2023 |

### Campeonatos internacionales
| Título                            | Club                | Sede | Año  |
| --------------------------------- | ------------------- | ---- | ---- |
| Liga de Campeones Élite de la AFC | Al-Ahli Saudi F. C. | Yeda | 2025 |